# Bernd Lemke
Bernd Lemke (* 27. Juli 1965 in Riedlingen) ist ein deutscher Militärhistoriker. Er ist am Zentrum für Militärgeschichte und Sozialwissenschaften der Bundeswehr tätig.

## Leben
Lemke leistete nach dem Abitur 1984 am Kreisgymnasium Riedlingen Grundwehrdienst bei der Luftwaffe. Von 1986 bis 1993 studierte er Neuere und Neueste Geschichte, Mittelalterliche Geschichte und Neuere Deutsche Literatur an der Eberhard-Karls-Universität Tübingen und der Albert-Ludwigs-Universität Freiburg (M.A. 1993).
Bis 2000 arbeitete er in der Planungsabteilung bei Fa. Spectral in Freiburg im Breisgau. 2000/01 war er in der Wirtschaftsredaktion/Abteilung Elektronisches Publizieren beim Haufe-Verlag tätig.
Im Jahre 2001 wurde er bei Hans-Erich Volkmann über das Thema „Luftschutz in Großbritannien und Deutschland 1923–1939, Zivile Kriegsvorbereitungen als Ausdruck der staats- und gesellschaftspolitischen Grundlagen von Demokratie und Diktatur“ zum Dr. phil. (magna cum laude) promoviert. Danach wurde er wissenschaftlicher Mitarbeiter am Militärgeschichtlichen Forschungsamt (MGFA) in Potsdam. Seit 2013 ist er wissenschaftlicher Mitarbeiter (wissenschaftlicher Oberrat) im Bereich Einsatzunterstützung am Zentrum für Militärgeschichte und Sozialwissenschaften der Bundeswehr (ZMSBw).

## Schriften (Auswahl)
- Luftschutz in Großbritannien und Deutschland 1923 bis 1939. Zivile Kriegsvorbereitungen als Ausdruck der staats- und gesellschaftspolitischen Grundlagen von Demokratie und Diktatur (= Militärgeschichtliche Studien. Bd. 39). Oldenbourg, München 2005, ISBN 3-486-57591-0.
- mit Dieter Krüger, Heinz Rebhan, Wolfgang Schmidt (Hrsg.): Die Luftwaffe 1950 bis 1970. Konzeption, Aufbau, Integration (= Sicherheitspolitik und Streitkräfte der Bundesrepublik Deutschland. Bd. 2). Oldenbourg, München 2006, ISBN 978-3-486-57973-4.
- Der Irak und Arabien aus der Sicht deutscher Kriegsteilnehmer und Orientreisender 1918 bis 1945. Aufstandsfantasien, Kriegserfahrungen, Zukunftshoffnungen, Enttäuschungen, Distanz (= Militärhistorische Untersuchungen. Bd. 12). Lang, Frankfurt am Main u. a. 2012, ISBN 978-3-631-59273-1.
- (Hrsg.): Periphery or Contact Zone? The NATO Flanks 1961 to 2013 (= Neueste Militärgeschichte. Analysen und Studien. 4). Im Auftrag des Zentrums für Militärgeschichte und Sozialwissenschaften der Bundeswehr, Rombach, Freiburg im Breisgau 2015, ISBN 978-3-7930-9798-3.
- Die Allied Mobile Force 1961 bis 2002 (= Entstehung und Probleme des Atlantischen Bündnisses. Bd. 10). De Gruyter Oldenbourg, Berlin u. a. 2015, ISBN 978-3-11-041087-7.
- (Hrsg.): Irak und Syrien (= Wegweiser zur Geschichte). Im Auftrag des Zentrums für Militärgeschichte und Sozialwissenschaften der Bundeswehr, Schöningh, Paderborn 2016, ISBN 978-3-506-78662-3.
- (Hrsg.): Baltikum (= Wegweiser zur Geschichte). Im Auftrag des Zentrums für Militärgeschichte und Sozialwissenschaften der Bundeswehr, Schöningh, Paderborn 2018, ISBN 978-3-506-79331-7.